# Pakość (stacja kolejowa)
Pakość – stacja kolejowa w Pakości, w województwie kujawsko-pomorskim, w Polsce.